# Battaglia aerea di Førdefjord

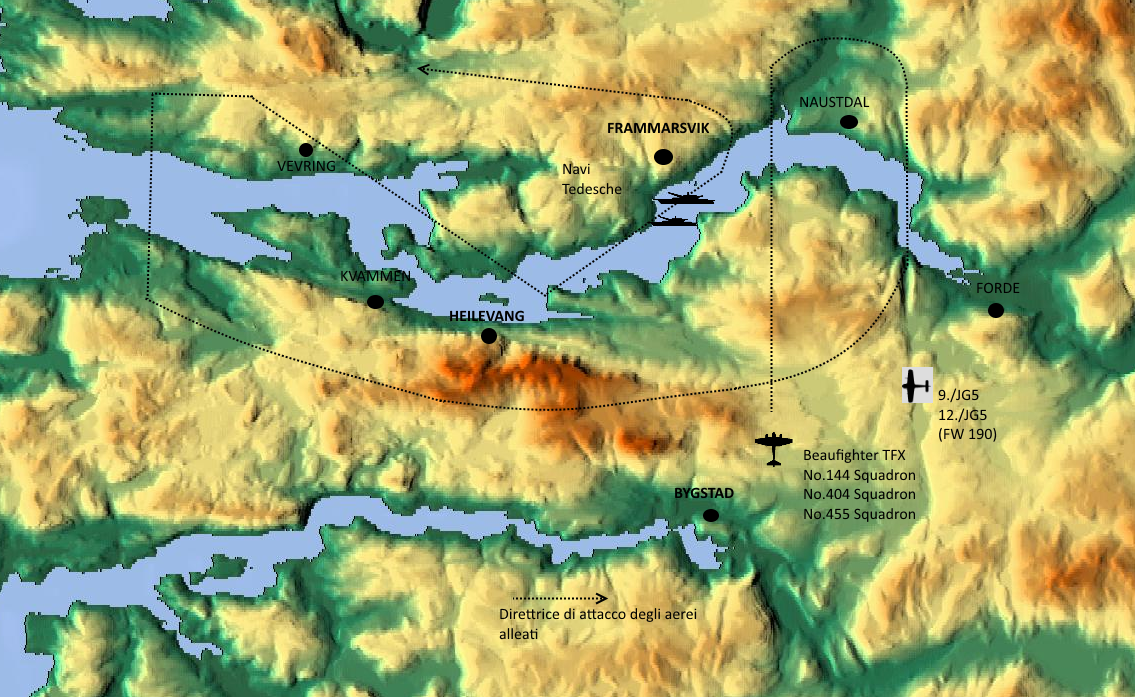
mappa della battaglia di Førdefjord

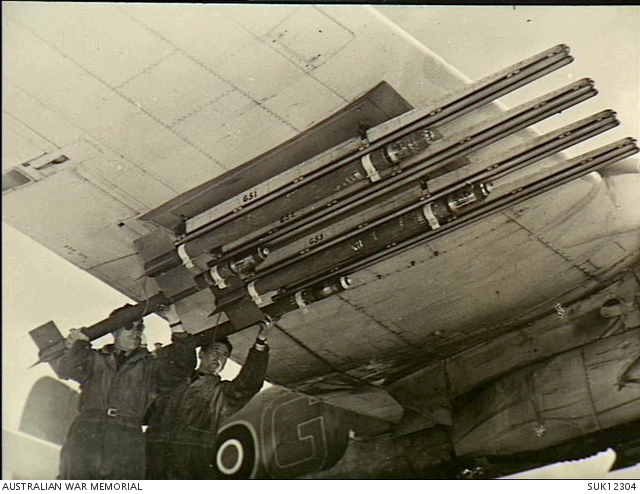
Armieri caricano i razzi sotto le ali di un Beaufighter.

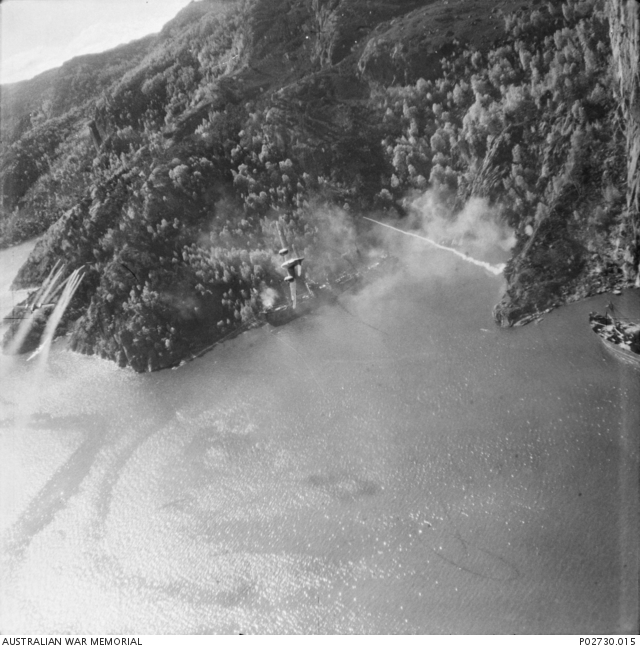
Beaufighters del Dallachy Wing (RAF Coastal Command), dello squadron No.455 RAAF mentre attaccano naviglio tedesco in un fiordo norvegese

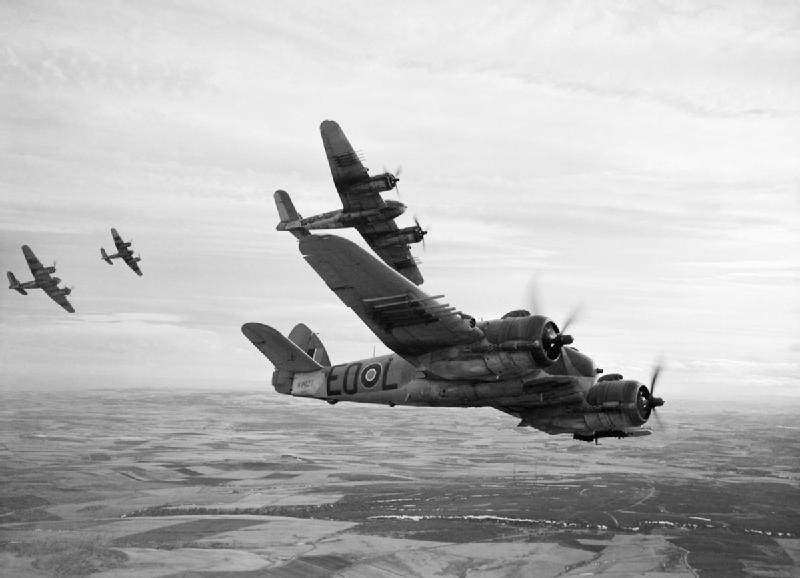
Bristol Beaufighter Mk X, dello squadron No. 404 RCAF in volo

La battaglia aerea di Førdefjord, conosciuta in ambiente anglosassone come Black Friday ("venerdì nero"), fu una battaglia aerea che si svolse nei cieli della Norvegia il 9 febbraio 1945 tra una formazione di Bristol Beaufighter del Royal Air Force Coastal Command, inviati ad attaccare una squadra navale tedesca, ancorata all'interno del fiordo di Førdefjord e di cui faceva parte il cacciatorpediniere tipo Zerstörer 1936A Z-33 ed una formazione di caccia tedeschi inviati in sua difesa.

## Contesto
L'invasione della Danimarca, della Norvegia e dei Paesi Bassi nell'aprile 1940 da parte della Germania, fu motivato anche dalla necessità strategica di assicurarsi il completo controllo delle vie di approvvigionamento di minerale ferroso, necessario per le sue industrie belliche, la cui fonte di approvvigionamento principale era la Svezia. Dalle miniere svedesi, il minerale veniva trasportato via ferrovia fino al porto norvegese di Narvik, libero dai ghiacci per gran parte dell'anno grazie alla corrente del Golfo e da lì caricato su navi mercantili. I convogli, attraverso il Mare di Norvegia e il Mare del Nord giungevano fino al porto olandese di Rotterdam. Da qui il minerale, caricato su chiatte e barconi fluviali giungeva alle industrie della Ruhr, trasportato lungo il Reno. Inoltre occorreva rifornire ed equipaggiare l'esercito tedesco che in Norvegia ammontava a circa 300 000 uomini.
I convogli mercantili pur navigando con il favore delle tenebre, erano fortemente protetti dalla Marina militare tedesca, la Kriegsmarine. Per la protezione dei convogli, si utilizzavano principalmente pescherecci da 500 t armati con batterie antiaeree di vario calibro, conosciuti dai tedeschi come Vorpostenboote e dagli inglesi come flak-ship. A questi si affiancavano dragamine, cacciatorpediniere e motosiluranti.
Negli ultimi mesi del 1944, l'avanzata delle forze angloamericane in Francia e di quelle sovietiche nell'Europa orientale ed i continui bombardamenti aerei sulla Germania, avevano costretto ciò che restava della marina militare tedesca a trovare rifugio nei porti e nei fiordi norvegesi, da cui continuare la battaglia dell'Atlantico e la protezione delle vie marittime con la Svezia.
Per contrastare il traffico marittimo tedesco lungo le acque norvegesi, il Coastal Command della RAF costituì tra il settembre e l'ottobre del 1944 appositi stormi antinave (Strike Wing), specializzati nell'attacco al naviglio mercantile tedesco con razzi e cannoni.
Uno di questi fu costituito nella base area di Dallachy, nel nord della Scozia. Il Dallachy Wing, come era conosciuto, era formato dagli squadron No. 144 della RAF (Royal Air Force), No. 404 del RCAF (Royal Canadian Air Force), No. 455 della RAAF (Royal Australian Air Force) e No. 489 della RNZAF (Royal New Zealand Air Force).
Dotato di Beaufighter TFX armati di razzi RP-3 da 25 lb, aveva il compito d'interdire il traffico mercantile tedesco nel Mare del Nord, lungo la direttrice dallo Skagerrak a Trondheim.
I piloti del Dallachy Wing avevano ideato una tecnica per scovare le navi mercantili riparate durante il giorno nei fiordi norvegesi, utilizzando una coppia di Beaufighter conosciuta come outriders (battistrada) che precedeva la formazione con il compito di penetrare all'interno dei fiordi per individuare e comunicare al resto della formazione eventuali bersagli.
Dal dicembre del 1944, i raid del Dallachy Wing godevano della protezione dei Mustang Mk III del No. 65 squadron della RAF e del supporto dei Vickers Warwick per il servizio di ricerca e soccorso in mare.
Per fronteggiare la minaccia degli Strike Wing, nell'inverno 1944-45, la Luftwaffe disponeva in Norvegia di circa 130 caccia, distribuiti su varie basi dislocate in Norvegia.
Al 25 dicembre del 1944 la situazione dei reparti da caccia della Luftwaffe era la seguente:
| Reparto        | Velivolo      | Base            |
| -------------- | ------------- | --------------- |
| Stab IV./ZG 26 |               | Lade            |
| 10./ZG 26      | Bf 110G       | Lade            |
| 11./ZG 26      | JU 88C-6      | Gardermoen      |
| 12./ZG 26      | Bf 110G       | Herdla          |
| Nj.St.Norwegen | Bf 110 /Ju 88 | Lista           |
| Stab III./JG 5 |               | Lade            |
| Stab III./JG 5 |               | Gossen          |
| 9./JG 5        | Fw 190 A/F    | Herdla          |
| 10./JG 5       | Bf 109G-6/14  | Gossen          |
| 11./JG 5       | Bf 109 G-6/14 | Gossen          |
| 12./JG 5       | Fw 190A       | Herdla          |
| Stab IV./JG 5  |               | Stavanger-Forus |
| 13./JG 5       | Bf 109G-6/14  | Stavanger-Forus |
| 14./JG5        | Bf 109G-6/14  | Stavanger-Forus |
| 15./JG 5       | Bf 109G-6/14  | Stavanger-Forus |
| 16./JG 5       | Bf 109G-6/14  | Stavanger-Forus |

Nei primi mesi del 1945, era presente nelle acque norvegesi lo Z33, un cacciatorpediniere della classe Zerstörer 1936A (Classe Narvik secondo la designazione alleata).
Impostato il 22 dicembre 1940 e varato il 15 settembre 1941, lo Z33 era entrato in servizio nel febbraio del 1943. Fu tra i cacciatorpediniere che presero parte all'Operazione Zitronella (o Operazione Sizilien) e alla Battaglia di Capo Nord, nello scontro navale che portò all'affondamento dell'incrociatore da battaglia Scharnhorst.
Il 5 febbraio 1945, durante il viaggio di rientro in Germania, lo Z33 subì la rotture delle eliche e dell'albero motore dopo essersi arenato a Brufjord.
Preso a rimorchio per essere riparato a Trondheim, la mattina del 9 febbraio lo Z33 era al riparo nel fiordo di Førdefjord insieme con i rimorchiatori e le navi di scorta.

## Preludio
La mattina del 9 febbraio 1945, due Beaufighter dello squadron No. 489 decollati da Dallachy intorno alle 8.30 effettuarono una missione esplorativa lungo le coste norvegesi. Dopo aver raggiunto la costa norvegese in prossimità del faro di Utvær, i due ricognitori, sorvolando a bassa quota l'interno dei fiordi, individuarono prima lo Z-33 con la sua scorta (qui furono fatti segno di un pesante fuoco antiaereo), poi proseguendo verso nord, scovarono altre cinque navi mercantili, la più grande delle quali da almeno 5000 t, riparate all'interno del piccolo di fiordo di Nordgulen.
Dopo il rientro alla base dei due Beaufighter, avvenuto intorno alla 13.25, fu predisposto il briefing operativo per la pianificazione dell'attacco verso uno dei due possibili bersagli. I mercantili furono valutati come il bersaglio da preferire, in considerazione anche della forte protezione antiaerea di cui godeva lo Z-33.
l'Ammiragliato, sotto la cui giurisdizione ricadeva l'impiego operativo del Coastal Command, fu di parere diverso. La priorità doveva essere data alla distruzione delle ultime navi da guerra della Kriegsmarine. Quindi, l'obiettivo prescelto fu lo Z33 e la sua scorta.
Fu allestita una grande forza d'attacco, composta da ben 43 velivoli, composta da:
- nove Beaufighter TFX dello squadron No. 144 (RAF) armati solo di cannoni e mitragliatrici[8]
- undici Beaufighter TFX dello squadron No. 404 (RCAF) armati di cannoni e razzi;
- undici Beaufughter TFX dello squadron No. 455 (RAAF) armati di cannoni e razzi;
- dodici Mustang MK III dello squadron No.65 (RAF) per assicurare la copertura aerea;
- due Warwick MK I dello squadron No. 279 (RAF) per l'attività di soccorso e ricerca in mare[9]

Due Beaufighter provenienti dagli squadron No.144 e No.489, avrebbero dovuto fungere da outriders, precedendo il grosso della formazione per confermare la posizione della squadra tedesca rilevata nella ricognizione del mattino. 
La forza d'attacco proveniente da est, avrebbe dovuto virare verso ovest, effettuare l'attacco e disimpegnarsi in direzione del Mare del Nord, secondo una tecnica ampiamente collaudata.
La formazione d'attacco fu posta al comando del Wing Commander Colin Wilson, un australiano con una grande esperienza nei teatri del Mediterraneo e della Norvegia. Il suo navigatore il Flight Officer Ralph E. Jones, con i suoi 35 anni era il membro più anziano della forza di attacco.

## Lo scontro aereo
Alle ore 1:30 del 9 febbraio, la formazione di Beaufighter alla guida del W.C. Wilson, decollò da Dallachy, ricongiungendosi, poco dopo il decollo, con i Mustang della scorta e i Warwick del soccorso. Uno dei Mustang fu costretto a ritornare alla base per noie al motore, accompagnato da un altro Mustang con funzioni di appoggio. 
Restavano ora dieci Mustang che furono ritenuti comunque sufficienti ad assicurare la protezione aerea alla missione. Alle ore 15.40 la formazione fu in vista delle coste norvegesi che vennero sorvolate all'altezza di Sognefjord. Gli outriders iniziarono l'esplorazione dei fiordi secondo una direttrice sud - nord, per confermare la posizione dello Z-33 rilevata al mattino o individuarne la nuova, qualora le navi si fossero spostate nel frattempo.
Intanto, qualche minuto prima delle 15.50 nella base aerea di Herdla era suonato l'allarme. Le staffeln 9. e 12. disponevano rispettivamente di nove e tre Fw-190 A-8.
I piloti delle due squadriglie avevano tutti una grande esperienza sul fronte artico acquisita contro avversari tenaci come i piloti della Voenno-vozdušnye sily SSSR, l'aviazione militare sovietica.
Il Feldwebel Rudolf Artner, diciassette vittorie al suo attivo, era alla guida della staffel 9, mentre l'asso Leutnant Rudolf Linz, settanta vittorie, era al comando della staffel 12.. In breve tutti e dodici Fw-190 furono in volo, direzione Førdefjord, distante appena venti minuti di volo.
Nel frattempo, la formazione alleata guidata da Milson era in volo verso Bygstad, nove Km a sud di Førdefjord. Se le navi tedesche si trovavano ancora a Heilevang, in corrispondenza dell'ingresso meridionale del fiordo, come Milson sperava, avrebbero potuto essere attaccate senza penetrare all'interno dell'insenatura, per poi riuscire a raggiungere, dopo l'attacco, con relativa sicurezza la rotta verso il Mare del Nord.
Gli outriders però non riuscirono ad individuare le navi tedesche, che messe in allarme, si erano rifugiata all'interno del fiordo, in modo da sfruttare la protezione della ripide e alte scogliere, disponendo in posizione difensiva le navi ausiliare antiaeree lungo le scogliere settentrionali e meridionali del fiordo, mentre lo Z-33 si era spostato in prossimità di Frammarsvik.
Qualche minuto dopo le ore 16:00, mentre la formazione raggiungeva la parte meridionale di Førdefjord, gli aerei alleati si trovarono sotto il tiro diretto delle navi tedesche. Impossibilitato ad adottare la consueta tecnica di attacco da est a ovest, Milson si trovò costretto ad ordinare ai suoi piloti di penetrare l'interno del fiordo da ovest, disponendosi per un attacco in rapida successione, anche se questo significava volare direttamente contro le difese antiaeree tedesche.
La vicinanza delle pareti rocciose, costringeva i Beaufighter ad attaccare singolarmente senza poter sfruttare il fuoco concentrato di due, tre velivoli secondo le loro tecniche di attacco consuete.
Milson fece il primo attacco alle ore 16:10, senza subire danni, subito seguito dagli altri Beaufighter.
Tutta la manovra di riposizionamento della formazione alleata aveva richiesto tempo, il tempo sufficiente ai FW-190 dello Jagdgeschwader 5 Eismeer di giungere sulla scena dello scontro.
Attraversando lo sbarramento antiaereo, i dodici Focke Wulf virarono per attaccare da dietro e dall'alto i Beaufighter in attesa del loro turno di attacco.
I Mustang della scorta, presi di sorpresa, si gettarono nella mischia e ben presto sul cielo di Førdefjord si scatenò quella che è stata definita la più grande battaglia aerea mai combattuta nei cieli norvegesi, con più di 50 aerei impegnati in duelli aerei o intenti ad attaccare in picchiata le navi.
Il combattimento si protrasse per circa venti minuti. Alle 16:25 tutto era finito.
Il bilancio per il Coastal Command fu pesante. Sette Beaufighter erano stati abbattuti dalla artiglieria contraerea delle navi tedesche. Due altri Beaufighter ed un caccia Mustang erano stati abbattuti dai piloti dello Jagdgeschwader 5. Degli undici velivoli dello squadron No.404, ben sei furono tra quelli perduti.
Ben più dolorose le perdite umane: quattordici tra piloti e membri degli equipaggi uccisi in combattimento e quattro prigionieri di guerra.
Gli aerei alleati inflissero solo lievi danni allo Z-33 e alle imbarcazioni di supporto. La Luftwaffe perse quattro (per altre fonti cinque) Fw-190, con la perdita dell'asso Rudolf Linz e di un altro pilota. Tra i marinai vi furono quattro uccisi sullo Z-33 e altri tre sul peschereccio armato VP6808.

## Conseguenze
Dei ventitré Beaufighter che rientrarono a Dallachy (l'ultimo atterrò alle 18.45) molti erano danneggiati e con feriti a bordo. Due Beaufighter eseguirono un atterraggio di emergenza sul ventre a causa di problemi al carrello. Tale fu lo sconcerto e il dolore tra gli equipaggi superstiti per le perdite subite che il giorno 9 febbraio 1945, un venerdì, fu noto come "Black Friday".
Lo Z-33 fu danneggiato in modo non grave, riuscendo a riprendere la navigazione verso Trondheim dove fu riparato. Rientrò in Germania il 2 aprile 1945 e fu posto in disarmo a Brunsbüttel.
Le gravi perdite subite dal Coastal Command il 9 febbraio 1945 nello scontro del fiordo di Førde, costrinsero l'Ammiragliato inglese a cambiare la priorità dei bersagli, assegnando quella più alta al naviglio mercantile piuttosto che ai cacciatorpediniere e al naviglio militare minore.